# MOL鹽湖體育場
MOL鹽湖體育場(MOL Aréna Sóstó)是一座位於匈牙利塞克什白堡的綜合性運動場，主要用於足球賽事。

## 圖片

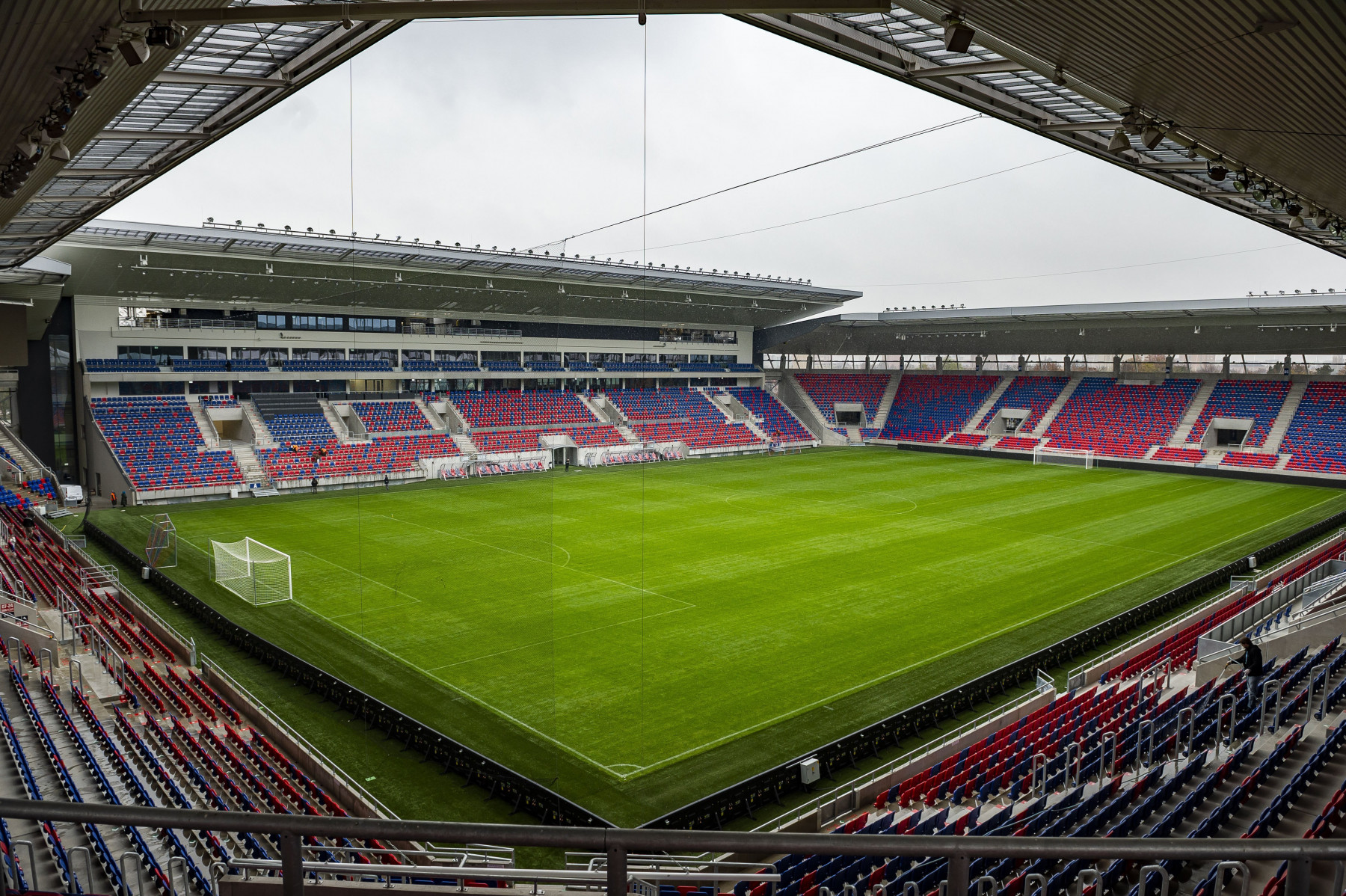
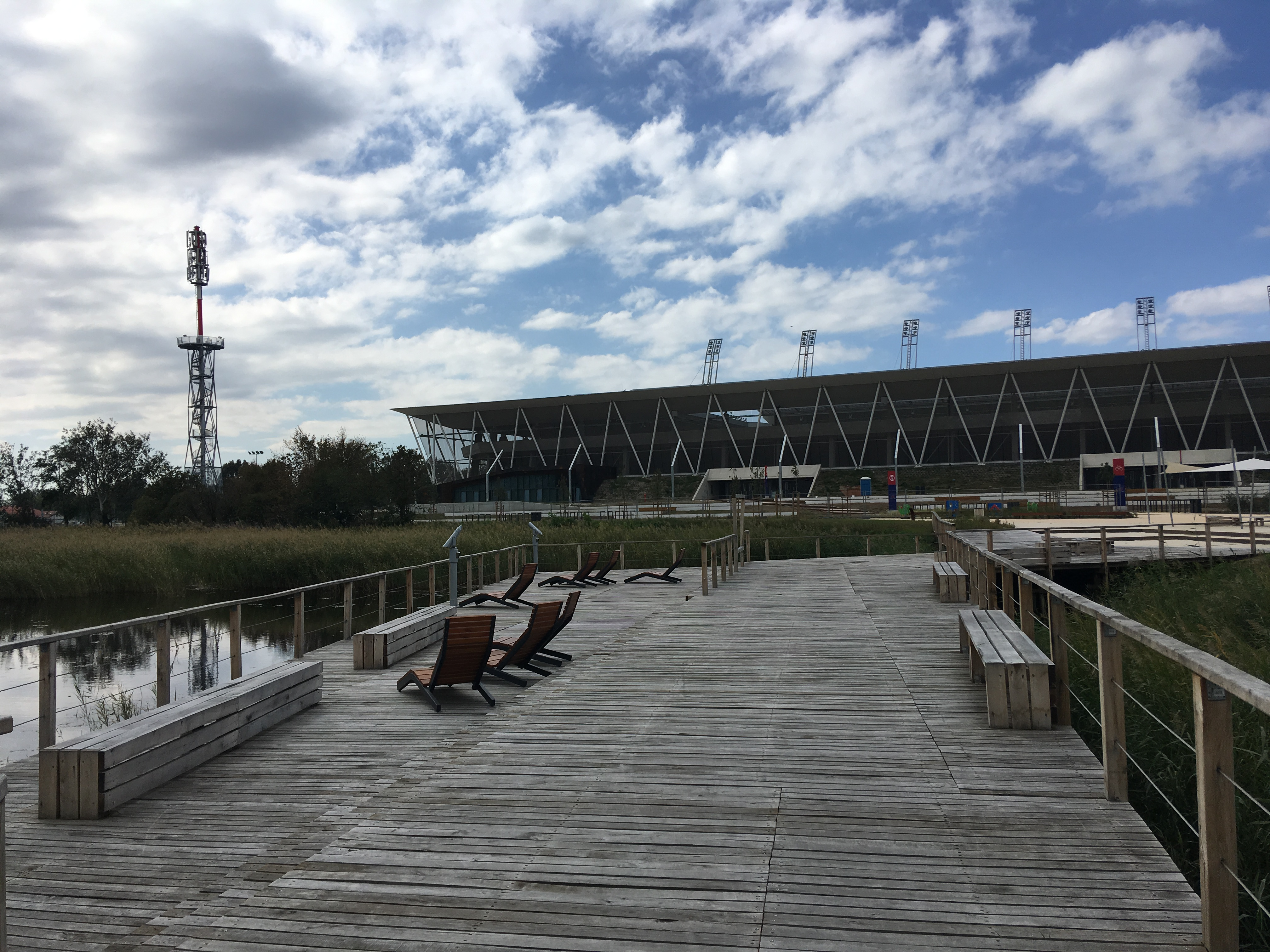

## 里程碑賽事
| 2018年11月21日 | 費夏華     | 1–0    | 烏伊佩斯特 | (首場匈牙利足球甲級聯賽賽事)                    |
|                | 尤哈斯 58' | Report |            | 入場人數： 11,251 ： Sándor Andó-Szabó (匈牙利) |

| 2019年2月27日 | 費夏華                      | 3–0    | Taksony | (首場匈牙利盃賽事) |
| 18:00 CET     | 靴斯迪 26' 42' · 哈濟奇 32' | Report |         | ： Gábor Barna     |

## 外部連結
- 費夏華足球俱樂部官方網站 （页面存档备份，存于）
- 體育場照片 （页面存档备份，存于）在www.stadiumdb.com